# Múcio Leão
Múcio Carneiro Leão (Recife, 17 de fevereiro de 1898 — Rio de Janeiro, 12 de agosto de 1969) foi um jornalista, escritor e orador brasileiro.

## Biografia
Filho do Dr. Laurindo Leão e de Maria Felicíssima Carneiro Leão. Fez os estudos primários na Recife natal, no Instituto Ginasial Pernambucano. Ingressou na tradicional Faculdade de Direito, onde bacharelou-se em 1919. 
Tão logo diplomou-se, mudou para o Rio de Janeiro, trabalhando como redator no jornal Correio da Manhã, logo atingindo seus artigos críticos posição de destaque. Transferiu-se para o Jornal do Brasil em 1923 e, em 1941, junto a outros intelectuais, como o também escritor Cassiano Ricardo, fundou o jornal “A Manhã”, criando um caderno literário que compôs uma história da literatura no Brasil, publicada até 1950.
Múcio Leão exerceu funções públicas no Governo Federal, e ainda foi lente do curso de Jornalismo da Universidade do Brasil.

## Excertos
"Poeta, ser estranho, ser enigmático entre os seres!
Vejo-o, isolado das cores, das formas e das ideias,
Isolado, nessa crepuscular solidão que o acompanha."
(in: Poesias, 1949)

## Academia Brasileira de Letras
Quarto ocupante da cadeira 20, que tem por patrono José de Alencar. Eleito em 19 de setembro de 1935, tomou posse em 16 de novembro do mesmo ano, sendo recebido por Pereira da Silva.
Ocupou diversos cargos administrativos na Academia: segundo-secretário (1936); primeiro-secretário (1937 e 1938); secretário-geral (1942, 1943, 1946  e 1948), sendo eleito seu presidente em 1944.
Dentre seus trabalhos no Silogeu destacam-se a organização de diversos volumes, notadamente a obra de João Ribeiro.

## Para saber mais
- FILHO, Murilo Melo – Múcio Leão – Centenário, edição da Academia Brasileira de Letras, Rio de Janeiro, 1998.